# Innocenti (entreprise)
Pour les articles homonymes, voir Innocenti.
La société italienne Innocenti S.p.A. est, à l'origine, une société travaillant dans la métallurgie, avant de devenir aussi constructeur des scooters et triporteurs Lambretta.
Mais c'est dans le domaine de l'automobile qu'elle se fit le plus connaître à l'étranger avec sa Mini, produite d'abord sous licence anglaise. La marque fut rachetée par Fiat en 1989.

## Histoire
La société italienne Innocenti a été créée dans les années 1930 par Ferdinando Innocenti, ancien forgeron originaire de Toscane. Dans sa première jeunesse, il fonde l'entreprise qui porte son nom. Il s'intéresse ensuite à la construction mécanique et grâce à son invention brevetée, le "Tubo Innocenti", c'est-à-dire les premiers échafaudages métalliques avec joints et raccords à montage rapide, ses produits font le tour du monde.
Au lendemain de la Seconde Guerre mondiale, en pleine période de reconstruction et avant le miracle économique italien, en 1947, il se diversifie et s'engage dans la production de scooters, en fondant une nouvelle société Lambretta. Il deviendra le plus important concurrent de son compatriote Piaggio et sa Vespa. Enfin en 1960, il se lance dans la construction automobile.

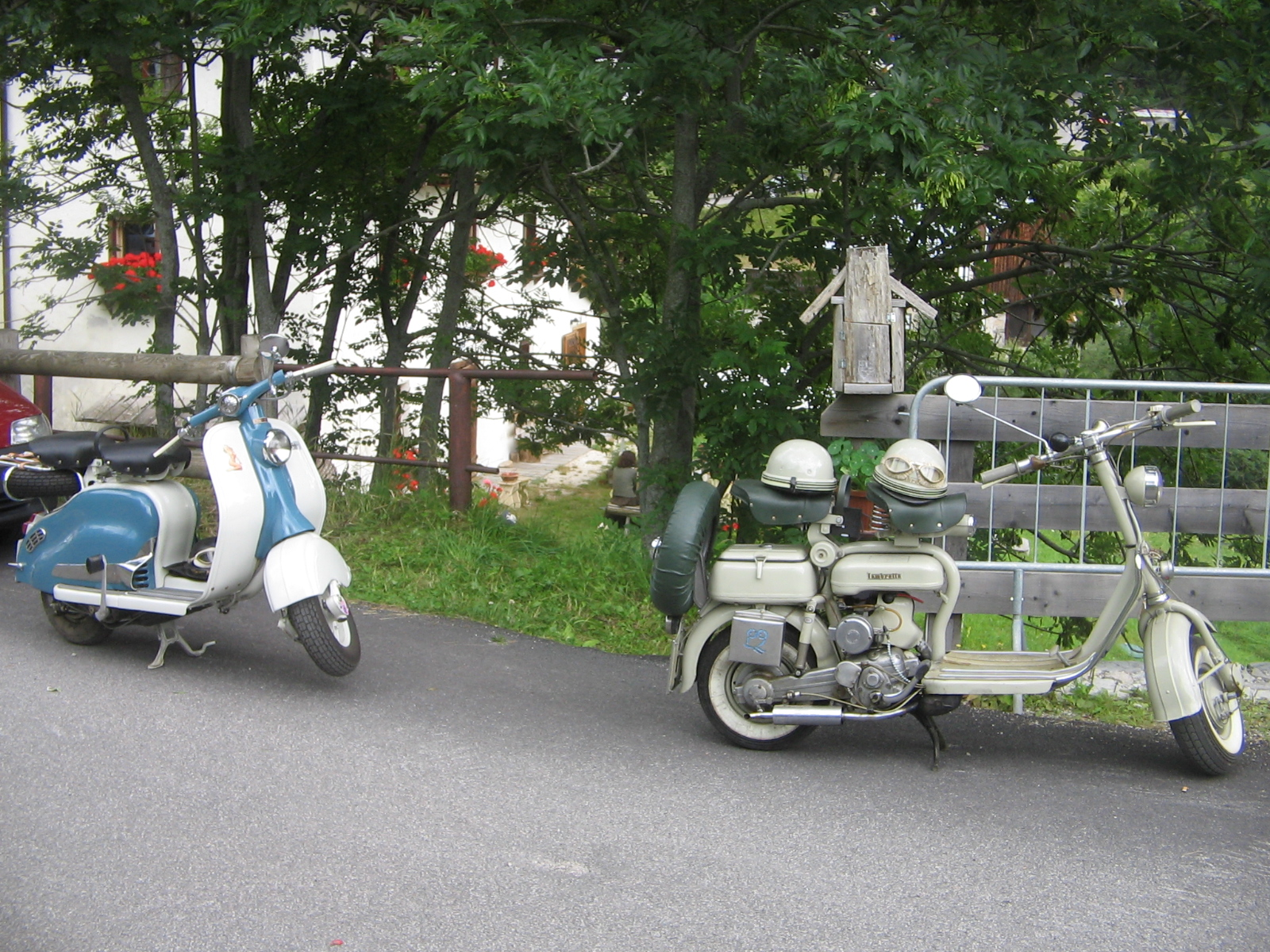
Deux exemplaires historiques des fameuses Lambretta

Toute l'activité industrielle du groupe est concentrée dans l'énorme usine de Lambrate, un quartier à l'est de Milan. Innocenti disposait de filiales aux quatre coins du monde, dont la plus lointaine était l'entreprise sidérurgique créée en Amérique latine, Orinoco Planta Innocenti, l'actuelle Siderúrgica del Orinoco Alfredo Maneiro.
Le groupe Innocenti comprenait trois secteurs d'activité distincts :
- Innocenti Mécanique appliquée, Innocenti Sant'Eustacchio - INNSE, constructeur de presses hydrauliques de très forte puissance et différents systèmes de production, une anticipation de la robotique,
- Innocenti Lambretta, constructeur de motocycles, dont la fameuse Lambretta et ses dérivés comme la plus classique Lui, qui aida, avec la Vespa de Piaggio, à la première motorisation de l'Italie,
- Innocenti Auto, constructeur automobile à part entière, principalement avec des modèles produits sous licence British Motor Corporation (BMC).

Au décès de son fondateur Ferdinando Innocenti en 1966, la société est gérée par son fils Luigi qui, au début des années 1970, transforme les trois divisions en sociétés indépendantes. Il cède le secteur mécanique à la société Santeustachio, appartenant à la holding d'État IRI qui est renommée "INNSE Innocenti Santeustachio".
La production de Lambretta, qui avait connu un énorme succès en Italie, mais sur le déclin à cause de la préférence pour la voiture, sera délocalisée dans ses filiales en Espagne et Inde (chez SIL - Scooters of India Limited, dont le siège est situé à Lucknow).

## Innocenti Auto

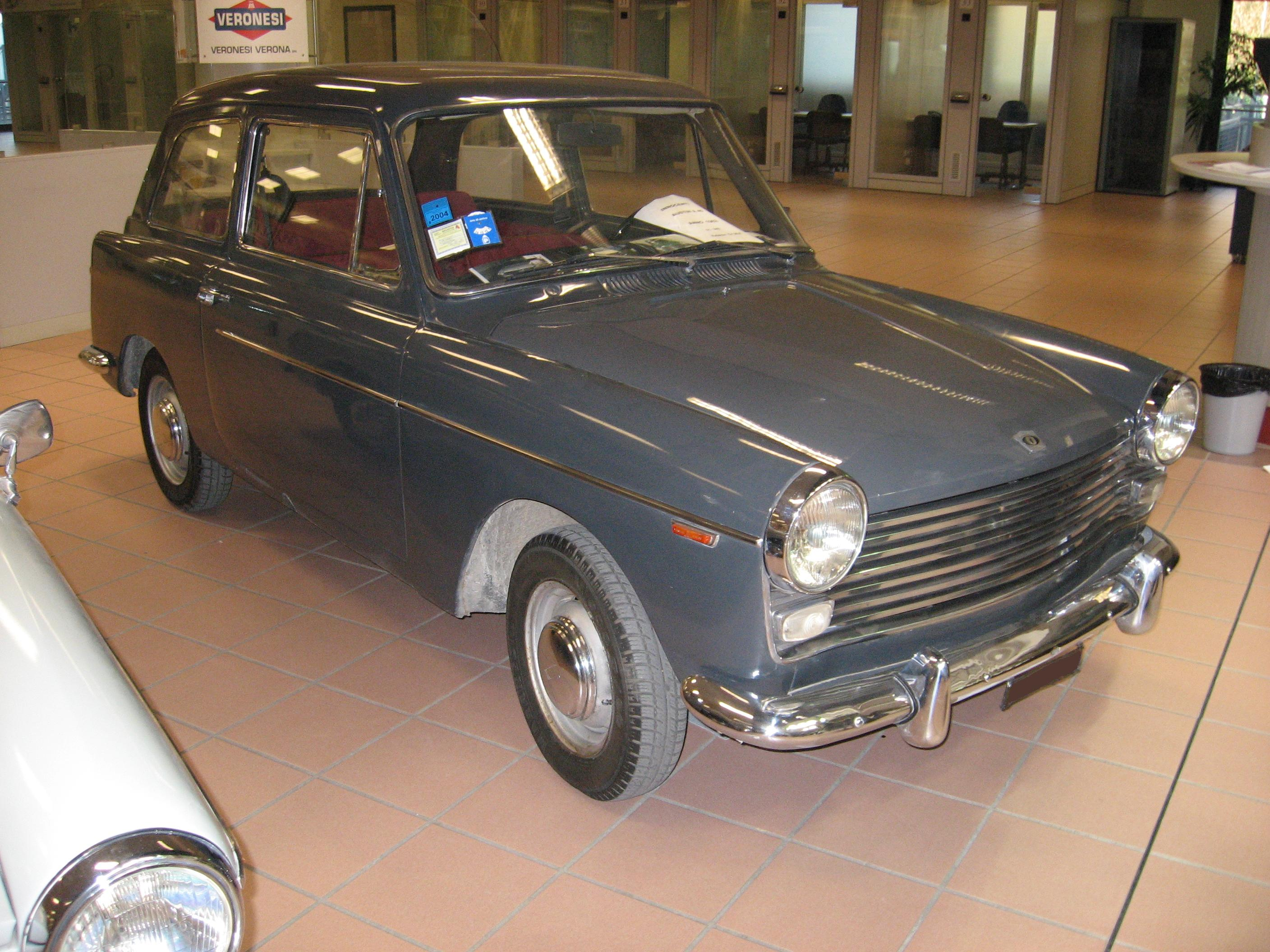
La première voiture Innocenti - une A40, 21 octobre 1960

L'entrée d'Innocenti dans le monde de l'automobile italien ne sera pas facile. À la fin des années 1950, Innocenti annonce son intention de construire des automobiles, alors que le marché européen est très cloisonné par d'importants droits de douane. En Italie, le secteur est dominé par Fiat mais subsistent encore deux constructeurs indépendants spécialisés : Lancia, pour les voitures de luxe, et Alfa Romeo pour les sportives, qui seront, à leur tour, finalement absorbés par Fiat. Les autres constructeurs ne sont que des artisans de taille plus ou moins importante et des carrossiers.
Dès 1957, Luigi Innocenti, lance les premières étude pour une automobile complètement nouvelle avec un moteur de 400 cm3. Le résultat est prometteur mais Ferdinando Innocenti, père de Luigi et fondateur de la société qui fabrique les plus grosses presses hydrauliques pour l'automobile, redoute la réaction de Fiat et préfère abandonner le projet.

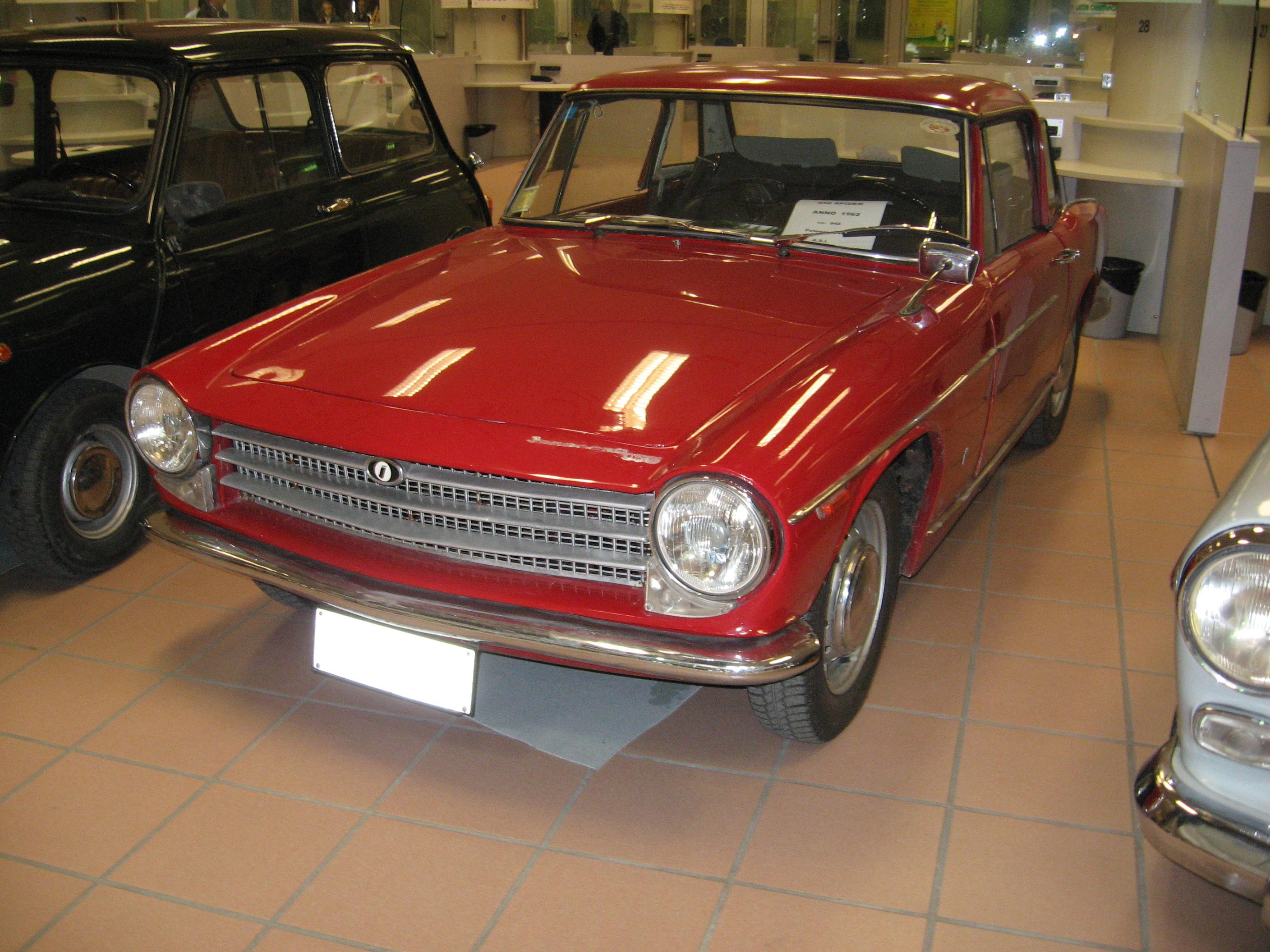
Innocenti 950 Spider (1961)

C'est le 9 août 1959 qu'Innocenti se laisse tenter à signer un accord de coopération avec le constructeur anglais British Motor Corporation qui recherchait un débouché en Italie afin de préserver son activité commerciale en Europe, dans le cadre du Marché Commun dont la Grande-Bretagne ne voulait pas. L'accord prévoyait la production, dans l'usine Innocenti de Lambrate dans la banlieue de Milan, du modèle Innocenti A40, copie améliorée de l'Austin A 40 Farina. 
L'activité débute à l'automne 1960 avec une carrosserie entièrement produite et assemblée dans l'usine Innocenti de Lambrate. La présentation officielle du nouveau constructeur et de son premier modèle A40, a lieu le 21 octobre 1960. L'aventure se poursuit en reproduisant le même schéma avec les modèles Innocenti IM 3, l'I.4 et l'I.5, qui connurent, somme toutes, un petit succès sur le marché italien.
L'accord d'une durée de 7 ans, n'était pas très favorable à Innocenti qui se voyait interdire d'exporter ses voitures et même d'y apporter des modifications sans l'accord préalable des anglais. Le client italien, habitué à voir ses modèles évoluer dans le temps avec des finitions améliorées et des puissances augmentées, s'en trouva très désorienté, attendant toujours une première nouveauté.
Luigi Innocenti est lui-même très déçu par la nature des installations préconisées par British Motor Corporation : chaîne de montage au sol et non pas, comme le faisait Fiat depuis 10 ans, des lignes automatiques suspendues.
Au Salon de l'automobile de Turin en automne 1960, le stand Innocenti propose deux modèles, l'A 40 et un petit cabriolet sportif baptisé Innocenti 950 S. C'est la première voiture conçue par l'usine Innocenti de Lambrate disposant d'une carrosserie dessinée en Italie par Ghia, et produite à Lambrate.
D'autres projets sortiront du bureau d'études Innocenti, comme un gros coupé avec un moteur Ferrari, une petite voiture urbaine qui servira de prototype aux futures Mini, ainsi qu'un petit utilitaire. Ces projets ne passeront jamais au stade de la présérie, et resteront dans les cartons des ingénieurs de Lambrate.
Au milieu des années 1960, la vente des voitures connaît une véritable explosion dans tous les pays d'Europe, et c'est à ce moment-là qu'Innocenti lance la Mini. Fabriquée sous licence British Motor Corporation, mais comme toujours avec des carrosseries entièrement italiennes et des moteurs anglais, la Mini sera mise à jour et améliorée en permanence selon la demande du marché italien, où la voiture recevra une finition plus élaborée et mieux finie que la version anglaise. Innocenti avait, entre-temps, négocié des conditions plus équitables avec BMC pour poursuivre leur coopération. Innocenti ira même jusqu'à concevoir et commercialiser à travers le réseau BMC partout en Europe, une version sportive baptisée Mini Cooper. Innocenti produira plusieurs séries et modèles Mk2, Mk3, et certaines versions particulières comme les luxueuses Mini 1000 et Mini 1001 de 1972, avec des habillages intérieurs en bois véritable, qui n'auront jamais d'équivalent dans les versions anglaises. Équipées des moteurs anglais de 850, 1000 et 1 300 cm3, la Mini Innocenti restera au catalogue jusqu'en 1975.

### La Mini Bertone

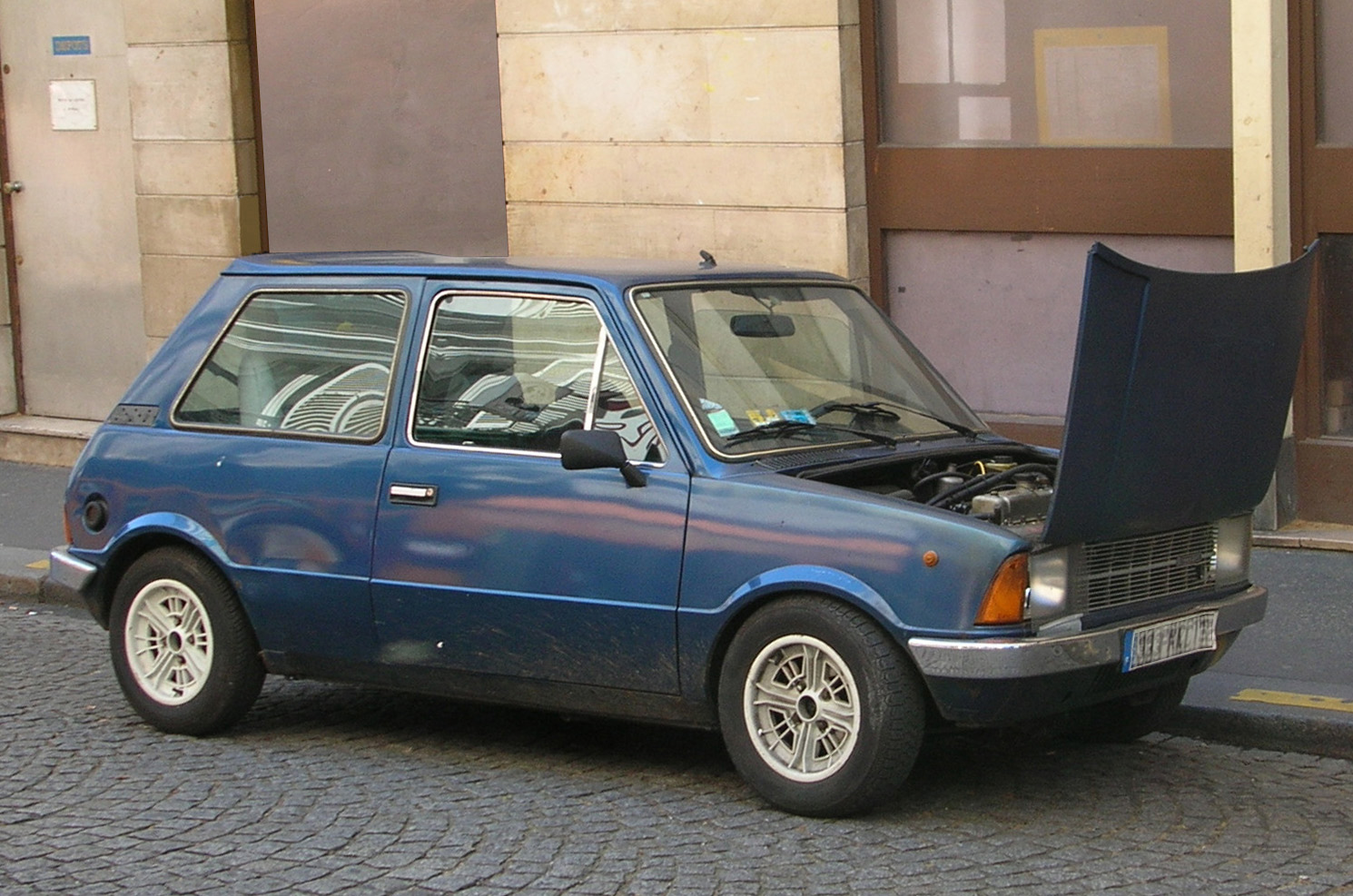
Innocenti Mini Bertone

Le 21 juin 1966, Ferdinando Innocenti, fondateur de la société devenue un important groupe industriel, décède. Son fils Luigi lui succède. Volontaire comme son père, il cherche à obtenir son indépendance des griffes britanniques en ne renouvelant pas le contrat qui venait à échéance en 1968, engage en début d'année 1967 une équipe composée des designers Bertone et Michelotti et des ingénieurs spécialisés pour concevoir une petite citadine en vue de remplacer la Mini en 1969. Victime d'un grave problème de santé et tirant les conséquences de l'automne chaud italien, un mai 68 français, il doit se résigner à vendre la division automobile. Il engage des discussions avec son partenaire britannique, l'IRI, institut d'État et conglomérat industriel italien et Alfa Romeo. Volkswagen, Honda et Mitsubishi font des offres de rachat. Les Anglais font volontairement traîner les négociations, sentant qu'ils l'emporteraient. C'est British Leyland qui reprend entièrement le constructeur italien le 6 mai 1972 et fait de Lambrate le centre de distribution des automobiles Leyland pour l'Europe. De cette intégration naît une nouvelle marque, Leyland Innocenti. Durant cette période un nouveau modèle est lancé, l'Innocenti Regent dérivée de l'Austin Allegro. La production sera arrêtée 18 mois après son lancement vu le rejet du modèle par la clientèle italienne. 
Un tout nouveau modèle de conception purement italienne voit le jour en 1974, l'Innocenti Mini 90 & 120. La première série est équipée des anciens moteurs de la Mini anglaise, avec une carrosserie entièrement nouvelle dessinée par Nuccio Bertone.
En 1976, à peine deux ans après le lancement de ce nouveau modèle, British Leyland connaît une très grave crise financière et se désengage complètement de sa filiale Innocenti qui sera reprise, avec l'aide de l'État italien, par un homme d'affaires italo-argentin, Alejandro De Tomaso, propriétaire de la marque automobile de sport éponyme De Tomaso.
De Tomaso relance immédiatement la production des nouveaux modèles Mini Bertone, dans un premier temps avec les mêmes motorisations obsolètes mais avec un niveau de finition encore supérieur. La carrosserie bénéficie de légères retouches en 1980 avec la version "Mini Mille", qui sera la première à adopter les vitres électriques pour ce type de voitures en Europe.
À partir de 1982, après de légères retouches à la carrosserie, l'Innocenti Mini Bertone connaît sa révolution mécanique. Les engagements liant Innocenti à British Leyland étant arrivés à expiration, tous les anciens organes mécaniques anglais obsolètes sont remplacés. N'ayant pu négocier la fourniture de mécaniques Fiat, la voiture va être équipée de moteurs japonais Daihatsu à trois cylindres, une entorse dans les accords italo-japonais dans ce secteur. Elle conservera cette mécanique jusqu'à sa disparition en 1993.
C'est ainsi que l'on verra les Innocenti Mini renommées "Innocenti Mini Tre". Elle sera déclinée en de très nombreuses variantes dont la fameuse "Mini Matic", avec boîte automatique, la "Mini Turbo De Tomaso", et la version allongée "Mini 990", de 1986, qui sera la première voiture de sa catégorie à disposer de la climatisation.
Entre 1988 et fin 1989, une version particulière sera proposée, l'Innocenti Mini 500. Disponible avec deux niveaux de finition L et LS, elle dispose d'un nouveau moteur de 548 cm3 sans arbre d'équilibrage.
Au début des années 1990, les appellations deviennent "Small 500" et "Small 990". Mais les normes anti-pollution obligeant à l'installation de pots catalytiques, les Mini Innocenti ne résisteront pas très longtemps.
Dans l'usine de Lambrate, De Tomaso fait alors fabriquer en plus des Mini, des modèles Maserati, marque dont il était également le propriétaire à l'époque. Il y fabriquera aussi un modèle pour Chrysler destiné au marché nord-américain, la Chrysler Turbo Convertible by Maserati.

### La fin d'Innocenti

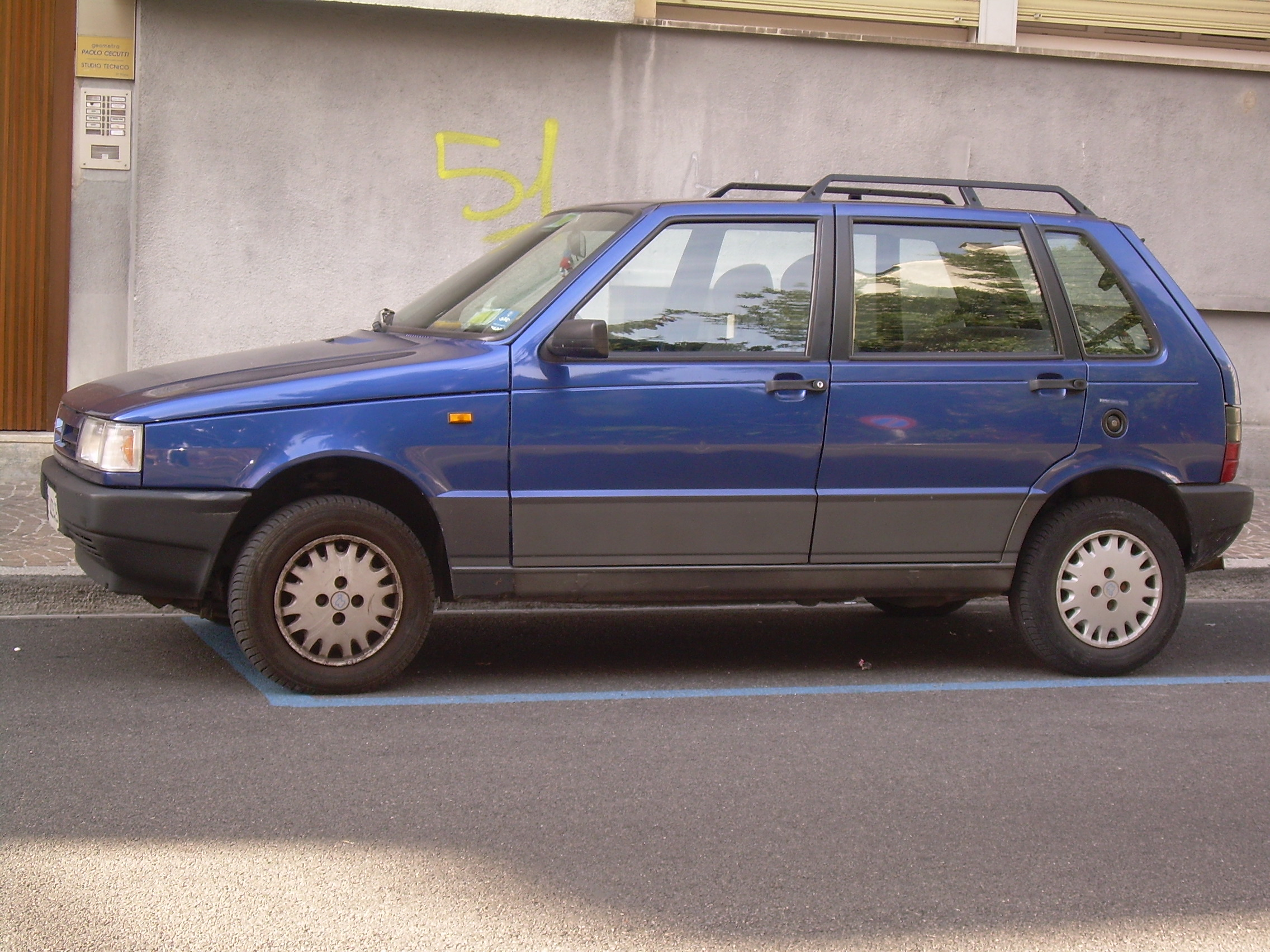
Innocenti Mille, dérivée de la Fiat Uno

En 1990, De Tomaso cède les marques Innocenti et Maserati avec leur outil industriel au groupe Fiat Auto.
La fabrication de la Mini Bertone se terminera en 1993, avec la fermeture de l'usine Innocenti de Lambrate.
De 1991 jusqu'en 1997, la marque Innocenti sera utilisée par Fiat Auto pour vendre en Italie des véhicules Fiat fabriqués à l'étranger comme : 
- l'Innocenti Koral, qui était la Yugo 45 produite par sa filiale yougoslave Zastava, commercialisée en Italie entre 1991 et 1993,
- les Innocenti Mille, Mille Clip et Elba, qui étaient des Fiat Uno III et Uno SW fabriquées en Pologne et au Brésil,
- Innocenti Porter, version familiale du Piaggio Porter.

Depuis 1997, la marque Innocenti n'est plus utilisée. Presque tous les ateliers de l'énorme usine Innocenti de Lambrate ont été détruits pour faire place à un nouveau quartier résidentiel urbain.

### Production
| Année        | 1966   | 1967   | 1968   | 1969   | 1970   | 1971   | 1972   | 1973   | 1974   | 1975   |
| ------------ | ------ | ------ | ------ | ------ | ------ | ------ | ------ | ------ | ------ | ------ |
| Production   | 35,967 | 46,026 |        | 47,760 | 50,630 | 61,950 | 62,834 | 58,471 | 60,711 | 33,061 |
| Exports      |        |        |        | 10     | 1      | 1      | 205    | 6,690  | 17,421 | 11,003 |
| Year         | 1976   | 1977   | 1978   | 1979   | 1980   | 1981   | 1982   | 1983   | 1984   | 1985   |
| Production   | 12,789 | 38,120 | 40,719 | 39,991 | 39,770 | 23,187 | 21,646 | 13,688 | 17,151 | 15,218 |
| Exportations | 754    | 10,169 | 8,862  |        |        |        |        |        |        |        |
| Year         | 1986   | 1987   | 1988   | 1989   | 1990   | 1991   | 1992   | 1993   |        |        |
| Production   | 12,687 | 10,443 | 10,331 | 10,100 | 4,221  | 10,550 | 8,600  | 0      |        |        |

## Modèles automobiles

### Produits par Innocenti
| Modèle             | Période          | Production | Photo |
| ------------------ | ---------------- | ---------- | ----- |
| A40                | 11/1960 - 2/1967 | 67.706     |       |
| 950 S              | 1960 - 1968      | 7.651      |       |
| 186 GT             | 1964             | 2          |       |
| IM3 / I4 / I5      | 1963 - 1972      | 68.000     |       |
| Mini               | 9/1965 - 1/1975  | 304.911    |       |
| Mini T             | 10/1966 - 5/1973 | 11.169     |       |
| Mini Matic         | 3/1970 - 1/1973  | 13.970     |       |
| Mini Cooper        | 3/1966 - 1/1975  | 74.911     |       |
| C                  | 1966 - 1968      | NC         |       |
| Regent             | 1974 - 5/1975    | ± 3.000    |       |
| Mini 90 & 120      | 1974 - 1982      | 257.343    |       |
| Mini De Tomaso     | 1976 - 1982      | NC         |       |
| Mini Tre           | 1983 - 3/1993    | ± 135.000  |       |
| Mini Tre De Tomaso | 1983 - 1991      |            |       |
| Mini Small 650     | 1985 - 1991      |            |       |
| Mini Small 990     | 1987 - 3/1993    |            |       |
| Mini Small 500     | 1991 - 3/1993    |            |       |

### Commercialisés sous la marque Innocenti
| Modèle       | Période     | Production | Photo |
| ------------ | ----------- | ---------- | ----- |
| Koral        | 1991 - 1993 | NC         |       |
| Koral Cabrio | 1991 - 1993 | NC         |       |
| Elba         | 1991 - 1997 |            |       |
| Mille        | 1994 - 1996 | NC         |       |
| Mille Clip   | 1995 - 1997 | NC         |       |

## Le futur
Il n'est pas impossible que le groupe Fiat Auto SpA, propriétaire de la marque depuis 1989, ne la ressuscite pour distribuer en Europe des automobiles low-cost. Comme la Fiat Linea fabriquée en Turquie dans sa filiale Tofas, et la future Nuova Topolino qui sera construite en Serbie dans l'ex usine Zastava entièrement modernisée. Information divulguée en avril 2007 par le Directeur Général du groupe FIAT, Sergio Marchionne.

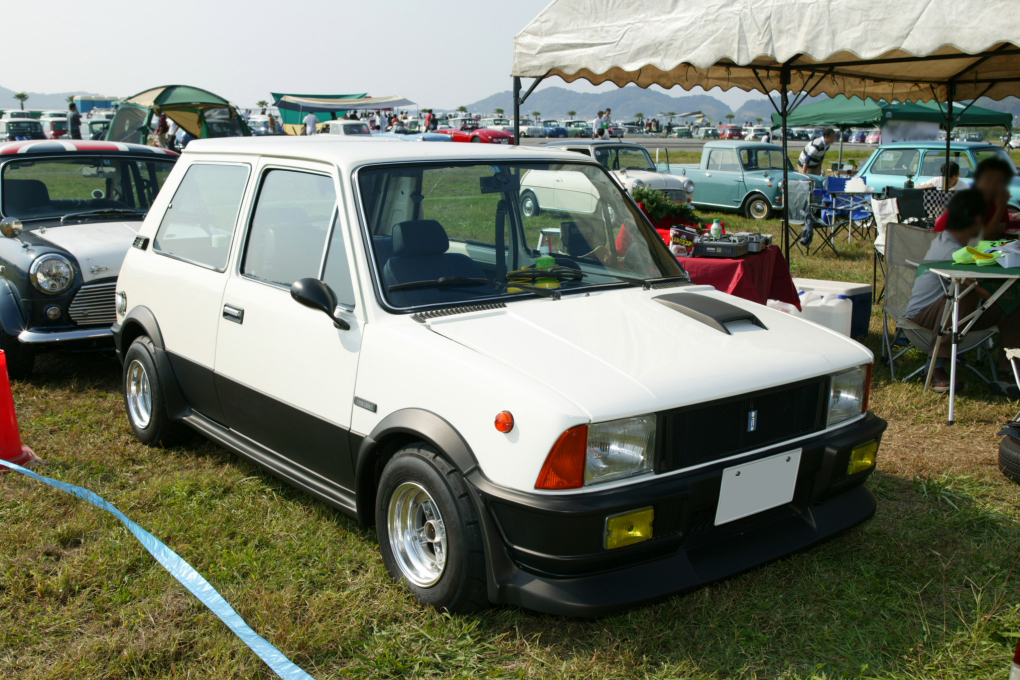
Innocenti Mini De Tomaso
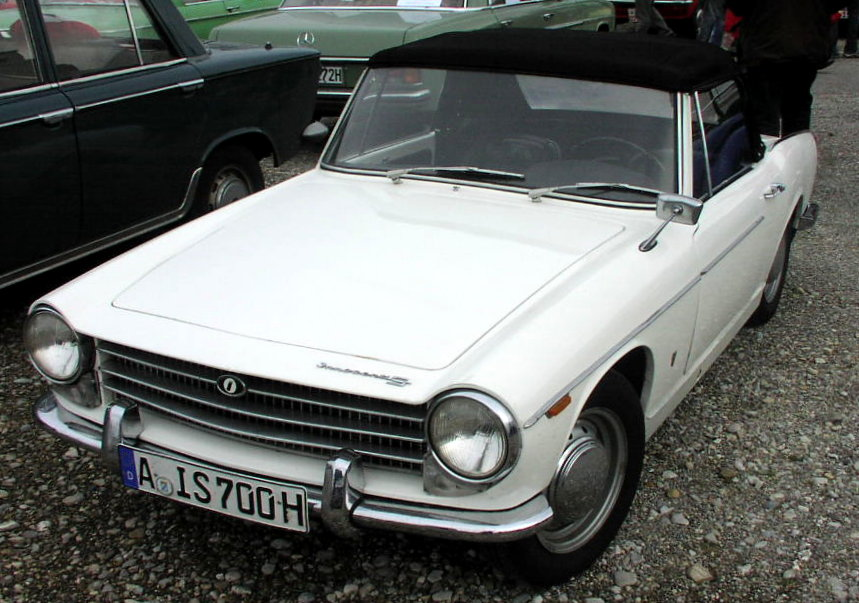
Innocenti S 1100
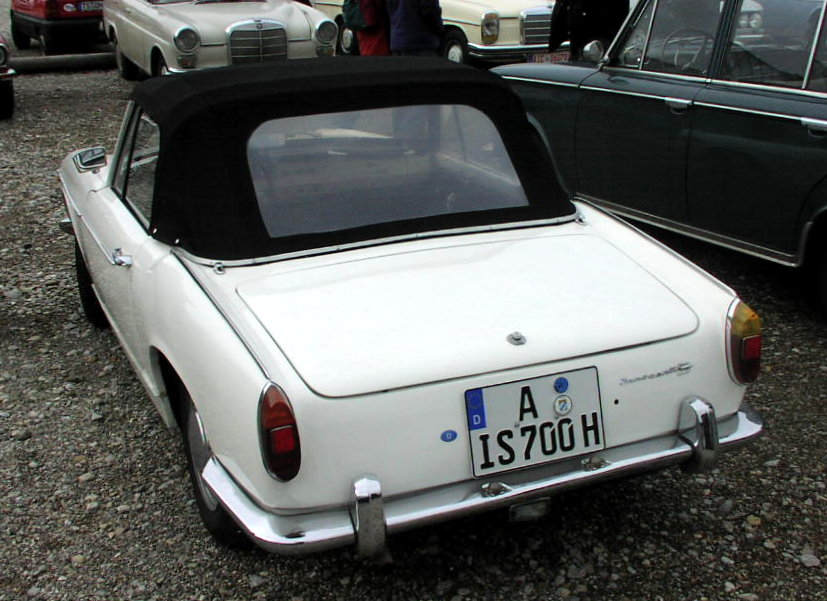
Innocenti S 1100

## Identité visuelle (logos)

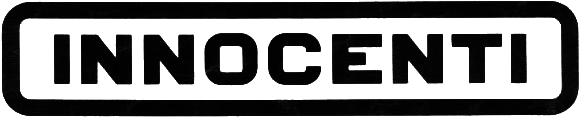